# Olin Corporation
Olin Corporation, (NYSE: OLN), är en amerikansk multinationell kemisk-teknisk koncern tillika vapentillverkare som består av tre dotterbolag (KA Steel Chemicals, Inc., Olin Chlor Alkali Products och Winchester Ammunition).
Deras kemisk-tekniska dotterbolag framställer och säljer olika kemikalier som blekmedel, kaliumhydroxid, kaustiksoda, klorin, natriumhypoklorit, saltsyra och väte medan Winchester Ammunition (som härstammar från Winchester Repeating Arms Company) tillverkar och säljer ammunition till bland annat hagelgevär, jaktgevär, pistoler, repetergevär och revolvrar.